# 黒田亘
黒田 亘（くろだ わたる、1928年10月21日 - 1989年5月31日）は、日本の哲学者、東京大学名誉教授。英米哲学専攻。

## 来歴
東京生まれ。1951年東京大学文学部哲学科卒業、同大学院修了、熊本大学助教授、1961年九州大学助教授を経て、1972年東京大学文学部助教授、1974年教授。1989年定年退官、名誉教授となるが、ほどなく死去。教え子に、山田友幸、土屋俊、一ノ瀬正樹、入不二基義、戸田山和久、山内志朗などがいる。

## 著書
- 『経験と言語』（東京大学出版会、1975年）ISBN 4130100319
- 『知識と行為』（東京大学出版会、1983年）ASIN B000J7BU1M
- 『行為と規範』（勁草書房、1992年）ISBN 4326152648

### 訳編著
- 『世界の思想家 ウィトゲンシュタイン』平凡社 1978
  - 「ウィトゲンシュタイン・セレクション」平凡社ライブラリー, 2000
- 『哲学への招待』沢田允茂共編 有斐閣双書 1988
- 『フレーゲ著作集 4 哲学論集』野本和幸共編 勁草書房 1999